# Frauke Eigen
Frauke Eigen (* 18. September 1969 in Aurich) ist eine deutsche Fotografin und Künstlerin.

## Leben
Frauke Eigen wurde 1969 in Aurich geboren. Nach ihrem Abitur an der Theo-Koch-Schule Grünberg (Hessen) im Jahr 1988 studierte sie Fotografie am Bournemouth & Poole College of Art & Design und erhielt die Abschlüsse des „Higher National Diploma“ und des „Advanced Level in Media and Production“, England. Von 1993 bis 1996 absolvierte sie ein Studium der Freien Kunst am Royal College of Art in London und erwarb dort den Abschluss „Master of Art“. Danach war sie Lehrerin der Queen’s Gate School, London, sowie Gastdozentin an diversen Colleges. Seit 1997 wird sie durch Eric Franck Fine Art vertreten und ist freischaffend künstlerisch in Berlin tätig, wo sie auch lebt.

## Werke
Neben den vielen Fahrten, die sie in Deutschland unternommen hat, reiste Frauke Eigen in Krisengebiete wie ins ehemalige Jugoslawien und nach Afghanistan und zuletzt nach Mexico.

## Ausstellungen (Auswahl)

### Einzelausstellungen
1994
- Gretchens Hochzeitstag – F.-Stop Gallery in Bath – England

1997
- Photoworks- Impressions Gallery in York – England

1998
- Photos – Jason & Rhodes Gallery – London
- Bosnien – Zentrum für kulturelle Angelegenheiten – München

1999
- Flucht – Deutsches Historisches Museum – Bonn

2000
- Galeria Potocka – Krakau

2002
- Galerie Camera Work – Berlin
- Goethe-Institut – London

2004
- Galerie Volker Diehl – Berlin
- Carla Sozzani – Mailand
- Galerie Fricke – Düsseldorf Galerie
- Departmentstore Quartier 206 – Berlin

2009
- Mönchehaus Museum für moderne Kunst Goslar (14. Februar–19. April)
- Langen Foundation, Neuss (30. Mai–15. November)

### Gruppenausstellungen
1998
- Mijlet – Moderna Galerija in Zagreb, Kroatien
- Paris Photo – Carrousel du Louvre in Paris, Eric Franck Fine Art/London

1999
- Art Fair 1999 – Design Centre in London, Eric Franck Fine Art/London
- Germination – Centre d’Art Contemporain in der Domaine de Kerguéhennec in Frankreich
- Paris Photo – Carrousel du Louvre in Paris Eric Franck Fine Art/London

2000
- Art Basel – Eric Franck Fine Art/London
- Germnation – Bologna
- Müvsztelep in Szeged/Ungarn
- John Kobal Portrait Award – National Portrait Galerie in London
- Mythos Zeitenwende – Wanderausstellung im Ruhrgebiet
- Paris Photo – Carrousel du Louvre in Paris, Eric Franck Fine Art/London

2001
- Aipad in New York – Eric Franck Fine Art/London
- Tell it like it is – Galerie Volker Diehl in Berlin
- Show Room – Camera Work in Berlin

2002
- Nominierung für den Dorothea von Stetten Kunstpreis im Kunstmuseum Bonn
- Paris Photo – Carrousel du Louvre – Paris

2003
- Muster – Produzentengalerie Hamburg

2004
- Places, Traces, Faces – National Gallery of Canada – Ottawa
- Open Secret – Imperial War Museum, London

## Auszeichnungen und Stipendien (Auswahl)
- 1995: Preisträger des BT New Contemporaries Award 1995 London
- 1996: „Photograph of the Year 1996“ – Association of Photographers, London
- 1999: Stipendiat des Centre d’Art Contemporain in der Domaine de Kerguéhennec
- 2002: Nominierung für den Dorothea von Stetten Kunstpreis im Kunstmuseum Bonn

## Publikationen (Auswahl)
- Photonews, Deutschland 1994
- Camera Austria, Schweiz 1994
- Revue de la Bibliothèque Nationale, Frankreich 1995
- John Kobal Portrait Award, England 1995 (Katalog)
- Beratungsstelle für Stadterneuerung, Leipziger Platz 1996
- UNHCR Documentation, Bosnien 1998
- Technisches Hilfswerk Dokumentation, 1998
- Friedrich Wilhelm Raiffeisen – Woher-Wohin, 1998
- Der ausgehölte Stamm – Museum Catalogue, Heidelberg 1998
- Erwin Wortelkamp – Gesockelte Fragmente. Exhibition Catalogue, 1998
- 'IM TAL' Kunst im Dialog mit Künstlern und Natur, ISBN 3-932256-04-2
- John Kobal Portrait Award, England 2000 (Katalog)
- Mythos-Zeitenwende – Foto Essay Band
- Kunstmuseum Bonn, Dorothea von Stetten Kunstpreis, Exhibition Catalogue 2002